# Selección de fútbol sala de Serbia
La selección de fútbol sala de Serbia representa Serbia en los torneos internacionales de futsal competiciones y es controlado por la  Asociación de Fútbol de Serbia.

## Estadísticas

### Copa Mundial de Futsal FIFA
| Copa Mundial de fútbol sala de la FIFA | Copa Mundial de fútbol sala de la FIFA | Copa Mundial de fútbol sala de la FIFA | Copa Mundial de fútbol sala de la FIFA | Copa Mundial de fútbol sala de la FIFA | Copa Mundial de fútbol sala de la FIFA | Copa Mundial de fútbol sala de la FIFA | Copa Mundial de fútbol sala de la FIFA |
| Año                                    | Ronda                                  | J                                      | G                                      | E                                      | P                                      | GF                                     | GC                                     |
| Como Yugoslavia                        | Como Yugoslavia                        | Como Yugoslavia                        | Como Yugoslavia                        | Como Yugoslavia                        | Como Yugoslavia                        | Como Yugoslavia                        | Como Yugoslavia                        |
| -------------------------------------- | -------------------------------------- | -------------------------------------- | -------------------------------------- | -------------------------------------- | -------------------------------------- | -------------------------------------- | -------------------------------------- |
| 1989                                   | No participó                           | No participó                           | No participó                           | No participó                           | No participó                           | No participó                           | No participó                           |
| 1992                                   | Clasificado. Se retiró                 | Clasificado. Se retiró                 | Clasificado. Se retiró                 | Clasificado. Se retiró                 | Clasificado. Se retiró                 | Clasificado. Se retiró                 | Clasificado. Se retiró                 |
| 1996                                   | No clasificó                           | No clasificó                           | No clasificó                           | No clasificó                           | No clasificó                           | No clasificó                           | No clasificó                           |
| 2000                                   | No clasificó                           | No clasificó                           | No clasificó                           | No clasificó                           | No clasificó                           | No clasificó                           | No clasificó                           |
| Como Serbia y Montenegro               |                                        |                                        |                                        |                                        |                                        |                                        |                                        |
| 2004                                   | No clasificó                           | No clasificó                           | No clasificó                           | No clasificó                           | No clasificó                           | No clasificó                           | No clasificó                           |
| Como Serbia                            |                                        |                                        |                                        |                                        |                                        |                                        |                                        |
| 2008                                   |                                        |                                        |                                        |                                        |                                        |                                        |                                        |
| 2012                                   | Octavos de final                       | 4                                      | 2                                      | 1                                      | 1                                      | 13                                     | 7                                      |
| 2016                                   |                                        |                                        |                                        |                                        |                                        |                                        |                                        |
| 2021                                   | Octavos de final                       | 4                                      | 1                                      | 0                                      | 3                                      | 14                                     | 11                                     |
| 2024                                   | No clasificó                           | No clasificó                           | No clasificó                           | No clasificó                           | No clasificó                           | No clasificó                           | No clasificó                           |
| Total                                  | 2/10                                   | 8                                      | 3                                      | 1                                      | 4                                      | 27                                     | 18                                     |

### Eurocopa de Fútbol Sala
| Eurocopa de Fútbol Sala  | Eurocopa de Fútbol Sala | Eurocopa de Fútbol Sala | Eurocopa de Fútbol Sala | Eurocopa de Fútbol Sala | Eurocopa de Fútbol Sala | Eurocopa de Fútbol Sala | Eurocopa de Fútbol Sala |
| Año                      | Ronda                   | J                       | G                       | E                       | P                       | GF                      | GC                      |
| Como Yugoslavia          | Como Yugoslavia         | Como Yugoslavia         | Como Yugoslavia         | Como Yugoslavia         | Como Yugoslavia         | Como Yugoslavia         | Como Yugoslavia         |
| ------------------------ | ----------------------- | ----------------------- | ----------------------- | ----------------------- | ----------------------- | ----------------------- | ----------------------- |
| 1996                     | No clasificó            | No clasificó            | No clasificó            | No clasificó            | No clasificó            | No clasificó            | No clasificó            |
| 1999                     | Fase de grupos          | 3                       | 0                       | 1                       | 2                       | 5                       | 10                      |
| 2001                     | No clasificó            | No clasificó            | No clasificó            | No clasificó            | No clasificó            | No clasificó            | No clasificó            |
| 2003                     | No clasificó            | No clasificó            | No clasificó            | No clasificó            | No clasificó            | No clasificó            | No clasificó            |
| Como Serbia y Montenegro |                         |                         |                         |                         |                         |                         |                         |
| 2005                     | No clasificó            | No clasificó            | No clasificó            | No clasificó            | No clasificó            | No clasificó            | No clasificó            |
| Como Serbia              |                         |                         |                         |                         |                         |                         |                         |
| 2007                     | Fase de grupos          | 3                       | 1                       | 1                       | 1                       | 7                       | 8                       |
| 2010                     | Cuartos de final        | 3                       | 2                       | 0                       | 1                       | 7                       | 8                       |
| 2012                     | Cuartos de final        | 3                       | 1                       | 0                       | 2                       | 11                      | 12                      |
| 2014                     | No clasificó            | No clasificó            | No clasificó            | No clasificó            | No clasificó            | No clasificó            | No clasificó            |
| 2016                     | Cuarto lugar            | 5                       | 3                       | 1                       | 1                       | 14                      | 10                      |
| 2018                     | Cuartos de final        | 3                       | 0                       | 2                       | 1                       | 4                       | 6                       |
| 2022                     | Fase de grupos          | 3                       | 1                       | 0                       | 2                       | 6                       | 12                      |
| Total                    | 7/12                    | 23                      | 8                       | 5                       | 10                      | 54                      | 66                      |